# (1058) Grubba
(1058) Grubba – planetoida z pasa głównego asteroid okrążająca Słońce w ciągu 3 lat i 94 dni w średniej odległości 2,19 au. Została odkryta 22 czerwca 1925 roku w Obserwatorium Simejiz na górze Koszka na Półwyspie Krymskim przez Grigorija Szajnę. Nazwa planetoidy pochodzi od sir Howarda Grubba (1844-1931), producenta 40-calowego teleskopu dla Obserwatorium Simejiz. Przed nadaniem nazwy planetoida nosiła oznaczenie tymczasowe (1058) 1925 MA.